# Granulacija
 Ovo je glavno značenje pojma Granulacija. Za druga značenja pogledajte Granulacija (razdvojba).
Granulacija je tehnika izrade nakita u kojoj se kao izražajno sredstvo koriste fina metalna zrnca - granule. Najčešće se izvodi u zlatu ili srebru. Smatra se da se tehnika prvi put javlja kod Sumerana, prije oko 4500 godina. Kasnije su tehniku prakticirali i Grci te Etruščani, koji se smatraju vrhunskim majstorima ove tehnike.Nasuprot   tezama da je tehnika bila zaboravljena pa ponovo pronađena od braće Castellani oko 1861.,tehnika je   od starog vijeka bila poznata i u Indiji,Nepalu,Tibetu,Mongoliji,Kini,te Perziji,gdje se sve do danas kontinuirano prakticirala.

## Tehnika
Tehnika nije bila bazirana na tvrdom lemljenju već na korištenju bakrenih soli i biljnih ili životinjskih veziva.Zagrijavanjem bi organska tvar pougljenila te bi slitina bakra i osnovnog metala nešto nižeg tališta   nastala samo na točkama dodira metalnih zrnaca i podloge.Najčešće se ova tehnika izvodi u zlatu finoće najmanje 750 ili čistom srebru.Po najnovijim istraživanjima može se izvoditi i u bakru.

## Vanjske poveznice
- Some notes on granulation  Arhivirana inačica izvorne stranice od 25. prosinca 2013. (Wayback Machine) (engl.)
- RDK Labor, Granulacija (njem.)
- The Ancient Craft of Granulation

## Video prezentacija
https://www.youtube.com/watch?v=zCikTT1zjfY Gold Jewelry Techniques: Granulation